# Anunciación (Van Eyck, Madrid)
El Díptico de la Anunciación es un óleo sobre tabla pintado por Jan van Eyck. Así como la autoría está confirmada, la datación varía según los autores, estableciéndose actualmente un periodo de realización de 1435-1441. Está formado por dos tablas, cada una de las cuales mide 39 cm de alto y 24 cm de ancho. Se conserva en el Museo Thyssen-Bornemisza, Madrid.
Según el catálogo del Museo, esta Anunciación procede de una colección privada francesa (colección del conde de Menthon); pasó a una galería de arte de Berlín y fue examinada por los expertos Wilhelm Suida en 1932 y Max J. Friedländer en 1933, año en que fue adquirida para la colección Thyssen. Sigue siendo a día de hoy la última obra que se ha añadido como original al catálogo de Jan van Eyck. 
Representa el tema de la Anunciación del arcángel Gabriel a María de que será madre, según se relata en el Evangelio de Lucas. Como es frecuente en la obra de Van Eyck, hay inscripciones en los marcos, que sirven como trampantojo. Aquí reproducen la primera y última frase del diálogo. Sobre Gabriel figura el saludo que dirige a María: "Salve, llena de gracia, el Señor es contigo" (1-28), y sobre María: "He aquí la sierva del Señor; hágase en mí, según tu palabra" (1-38). 
Es una de las obras más revolucionarias de la pintura renacentista. Lo innovador de esta pintura es el trabajo de Jan Van Eyck a la hora de fingir que son dos esculturas insertas en nichos, donde hasta el marco, rebasado aparentemente por el ala del ángel, es un trampantojo. También los basamentos de piedra sobre los que se alzan las supuestas estatuas sobresalen de los montantes. Ya en el Políptico de Gante invirtió el tradicional predominio de la escultura sobre la pintura en los retablos, haciendo que el retablo fuera íntegramente pintado y, además, fingiendo que hay dos esculturas con los postigos cerrados, ante las que rezan los donantes. Aquí, como en el Políptico de Gante, las figuras están realizadas en grisalla. Son como estatuillas que reposan en peanas con un fondo negro de mármol pulido sobre el que se reproduce, a modo de espejo, lo que sería la parte trasera de las esculturas. Sabe reproducir las diferentes texturas de las piedras. Da la impresión de una verdadera obra tridimensional, salvo por la paloma, que evidentemente nunca podría estar esculpida en solitario, sin nada que la sustentase.
|  |  |

 Díptico de la Anunciación
Izquierda: El arcángel Gabriel
Derecha: La Virgen .